# Aves de la Región de los Lagos (Chile)
La Región de Los Lagos de Chile presenta una gran variedad de aves.

## Biodiversidad de la Región de los Lagos
La biodiversidad de la región constituye un patrimonio natural único en el mundo, debido primordialmente a ecosistemas singulares que acogen especies que se han desarrollado en forma aislada geográficamente del resto del continente desde la creación. Un gran número de especies y el alto grado de endemismo se encuentran heterogéneamente distribuidos a lo largo de este territorio. En la zona sur del país existe una concentración inusual de especies endémicas.

## Aves de la región de los Lagos
Con casi 50 mil km2 de superficie, la Región de Los Lagos es un territorio privilegiado para la observación de aves. habitan unas 260 especies, en ambientes tan diversos como bosques siempre verdes, praderas, playas, lagunas, humedales de agua dulce y marinos, además de canales e islotes. Especies endémicas de los bosques templados lluviosos como el hued hued del sur, el chucao, el Churrín de la mocha y el Churrín del sur, frecuentan esas zonas. Escurridizas y difíciles de observar, son el principal imán que atrae a la región a los observadores extranjeros y nacionales con un poco más de experiencia. Además, los bosques son el hogar del carpintero negro, el carpinterito, el comesebo grande, el rayadito, el colilarga y el cometocino patagónico.
Los humedales tienen la mayor diversidad en la región, especialmente especies migratorias que vuelan desde Alaska y que pasan el invierno boreal en nuestras costas como el zarapito común y de pico recto, y aves que llegan a pasar el invierno austral desde la Patagonia sur y la estepa argentina como el chorlo chileno y el flamenco chileno. También habitan otras con presencia durante todo el año, como cisnes coscoroba, varias especies de patos, cormoranes (yeco, lile, de las rocas e imperial), cuervos de pantano, siete colores y muchos otros.
Las aves migratorias también se concentran en humedales de Chiloé y el sector de 
Puñihuil, que es uno de los pocos lugares en Chile donde nidifican en la misma área pingüinos de Magallanes y pingüinos de Humboldt.
En la región de los Lagos existe una gran variedad de biodiversidad de especies, una de estas son las aves de la zona las cuales se relacionan entre ellas para el beneficio de la Región. En la zona, existen alrededor de ciertas especies las cuales son bastante comunes para los residentes y turistas que van a la Región en sí. Estas especies, la mayoría anidan en el país, las cuales son : 

### Listado de aves
- Chuncho[1]
- Chucao
- Gaviota cáhuil
- Rara
- Choroy
- Churrín del sur
- Martin pescador
- Tenca
- Rayadito
- Pilpilén

## Galería

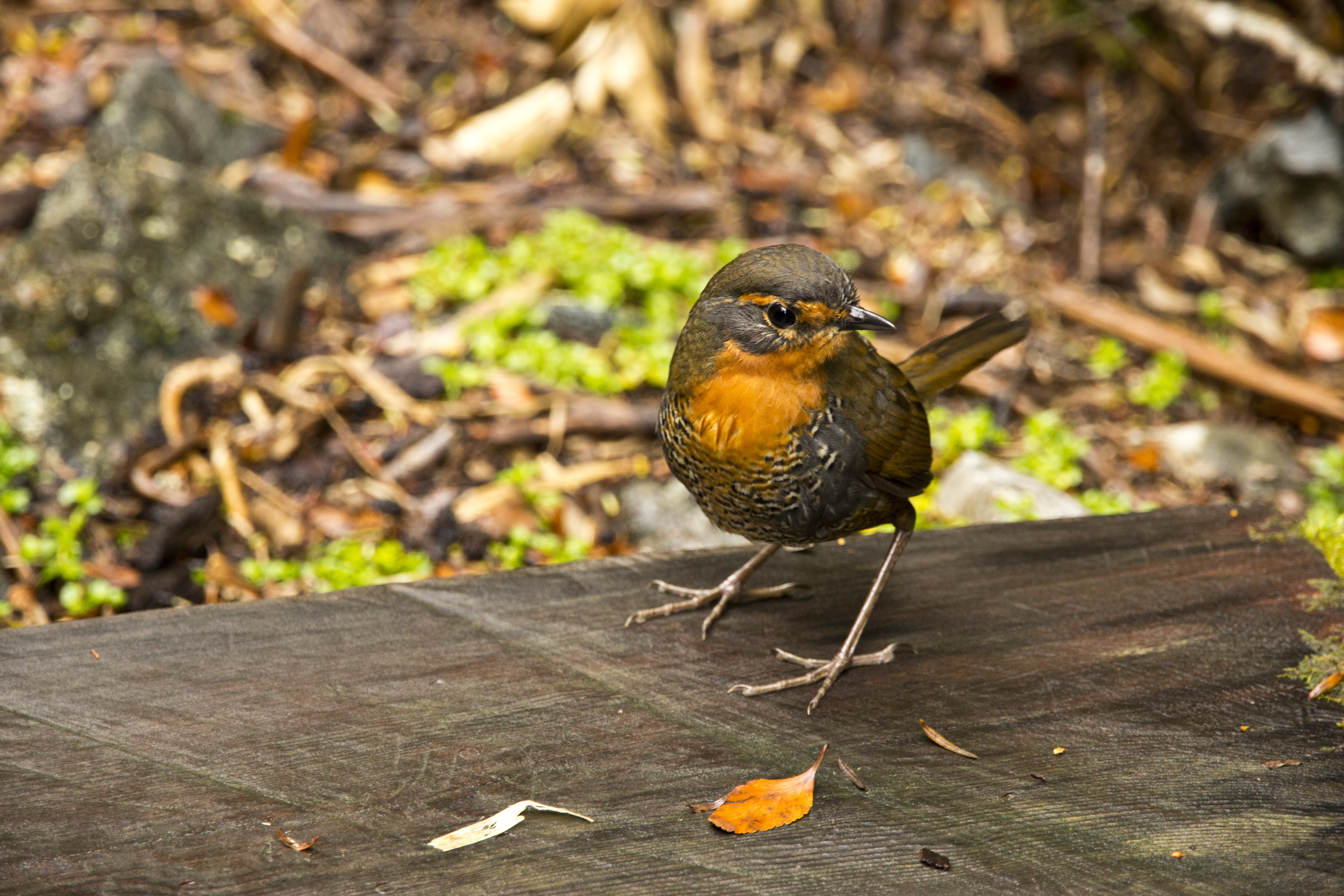
Imagen de Chucao
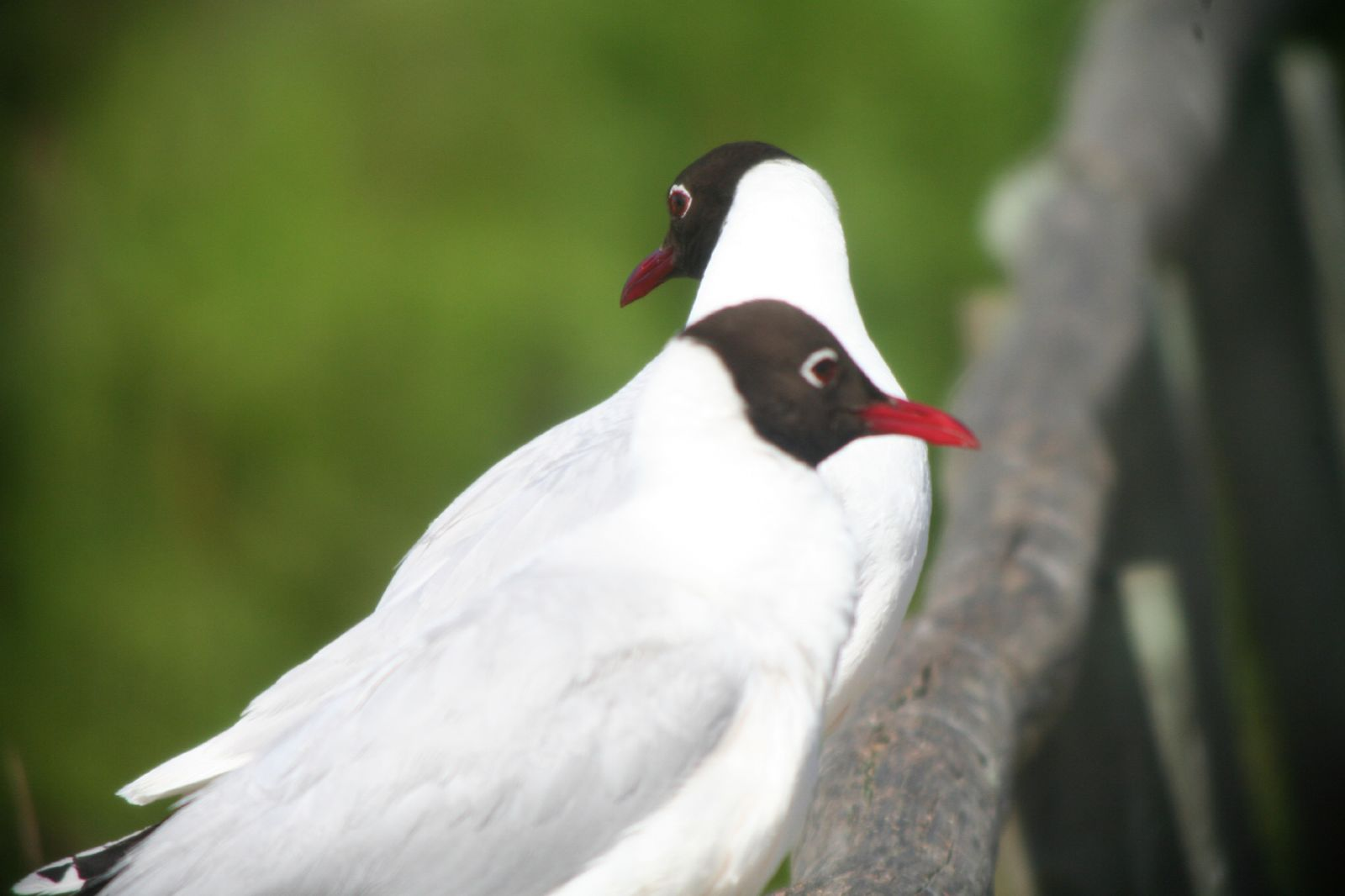
Imagen de ave Gaviota cáhuil
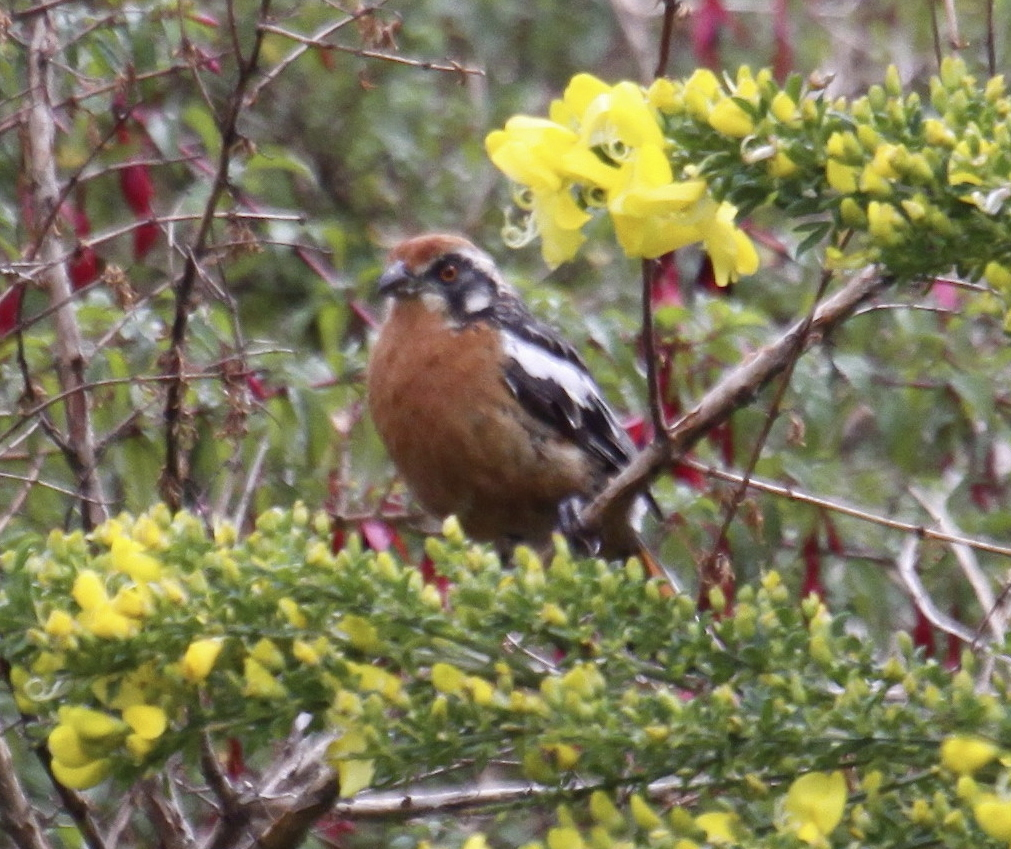
Imagen de ave Rara
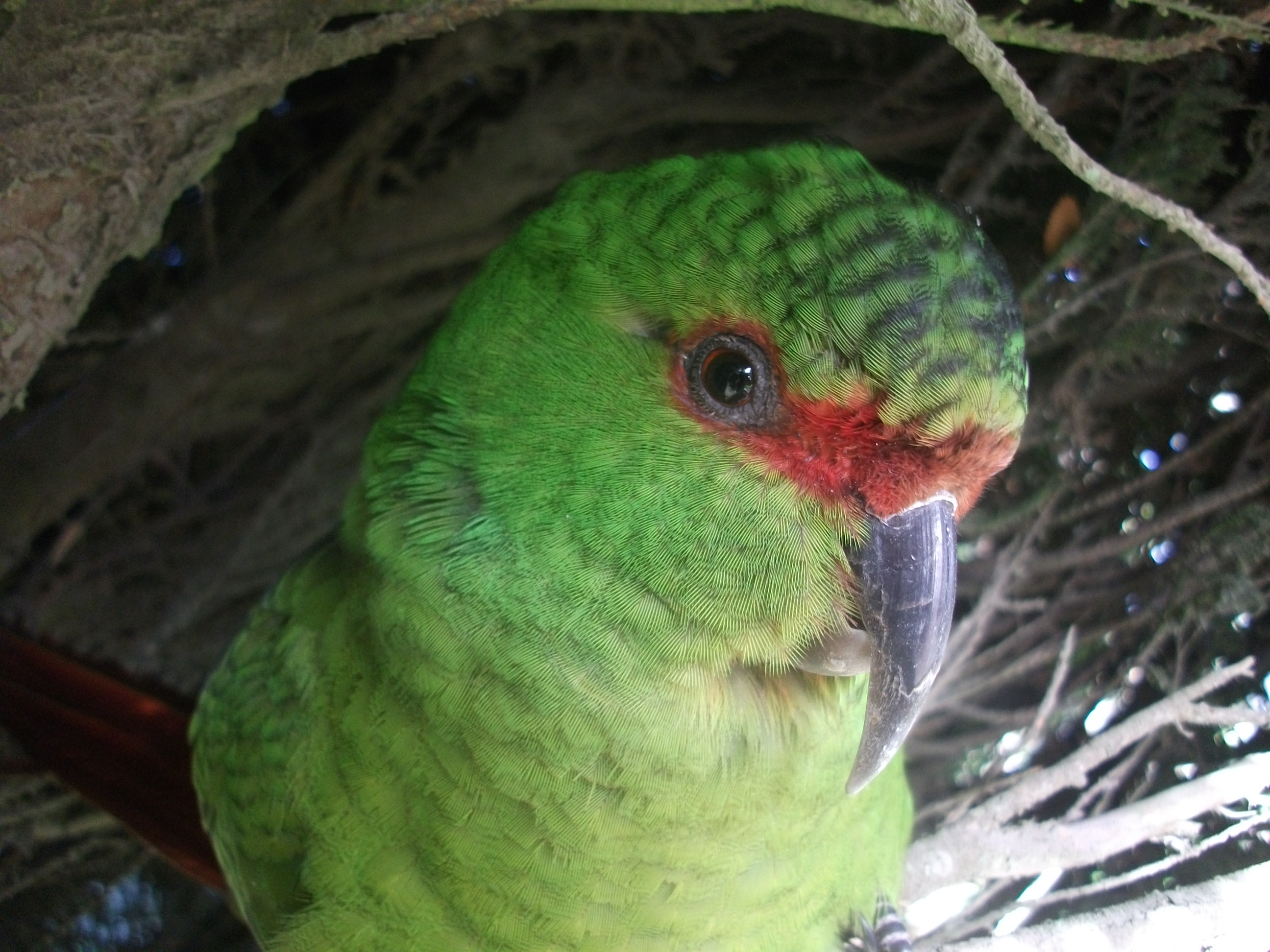
Imagen de ave Choroy
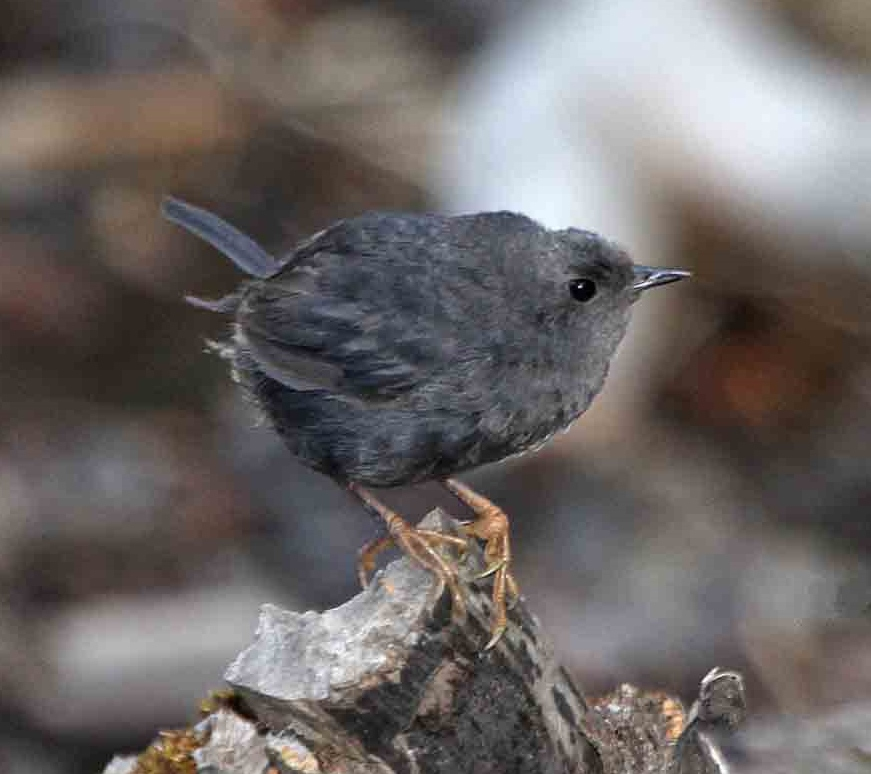
Imagen de ave "Churrín del sur"
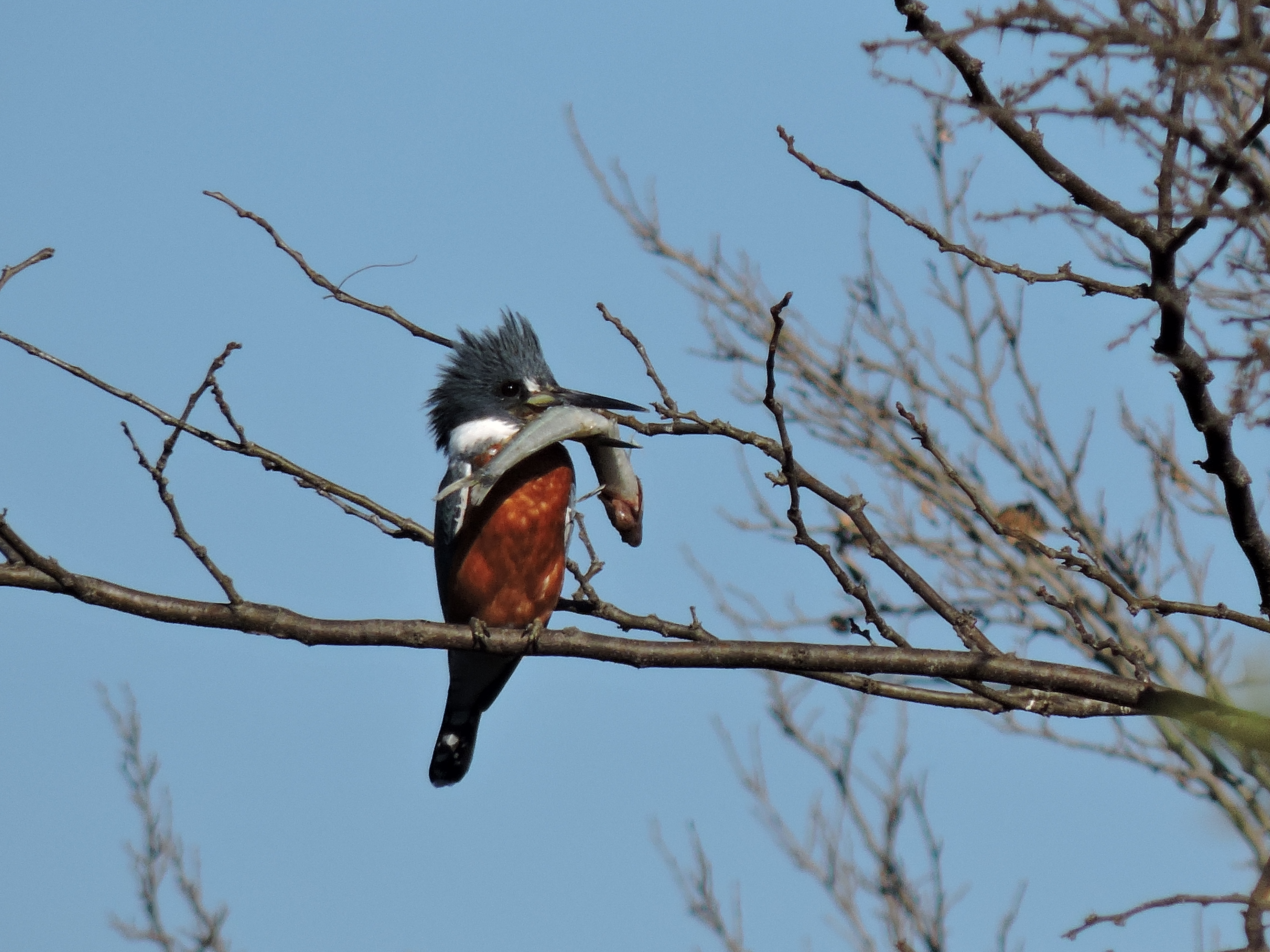
Imagen de ave "Martin pescador"
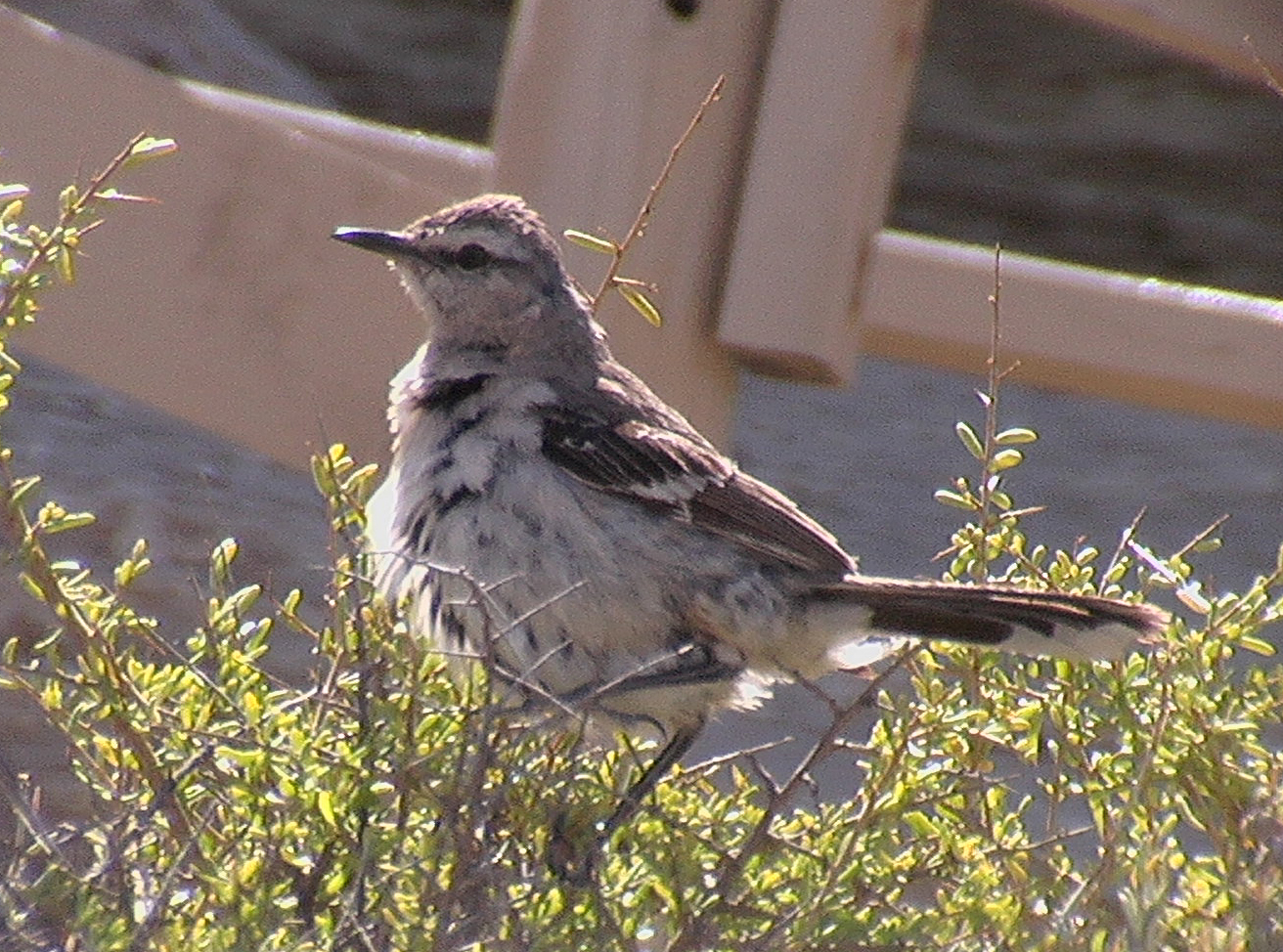
Imagen de ave Tenca
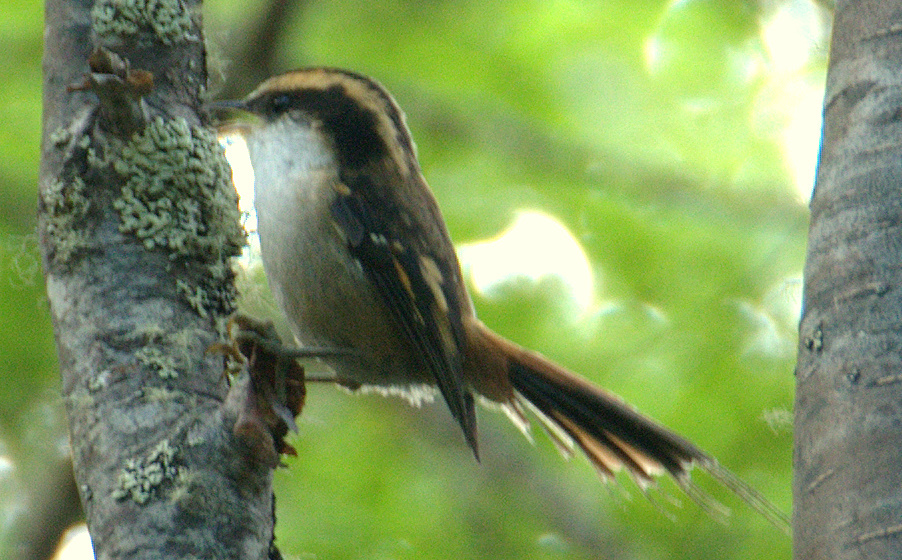
Imagen de ave "Rayadito"
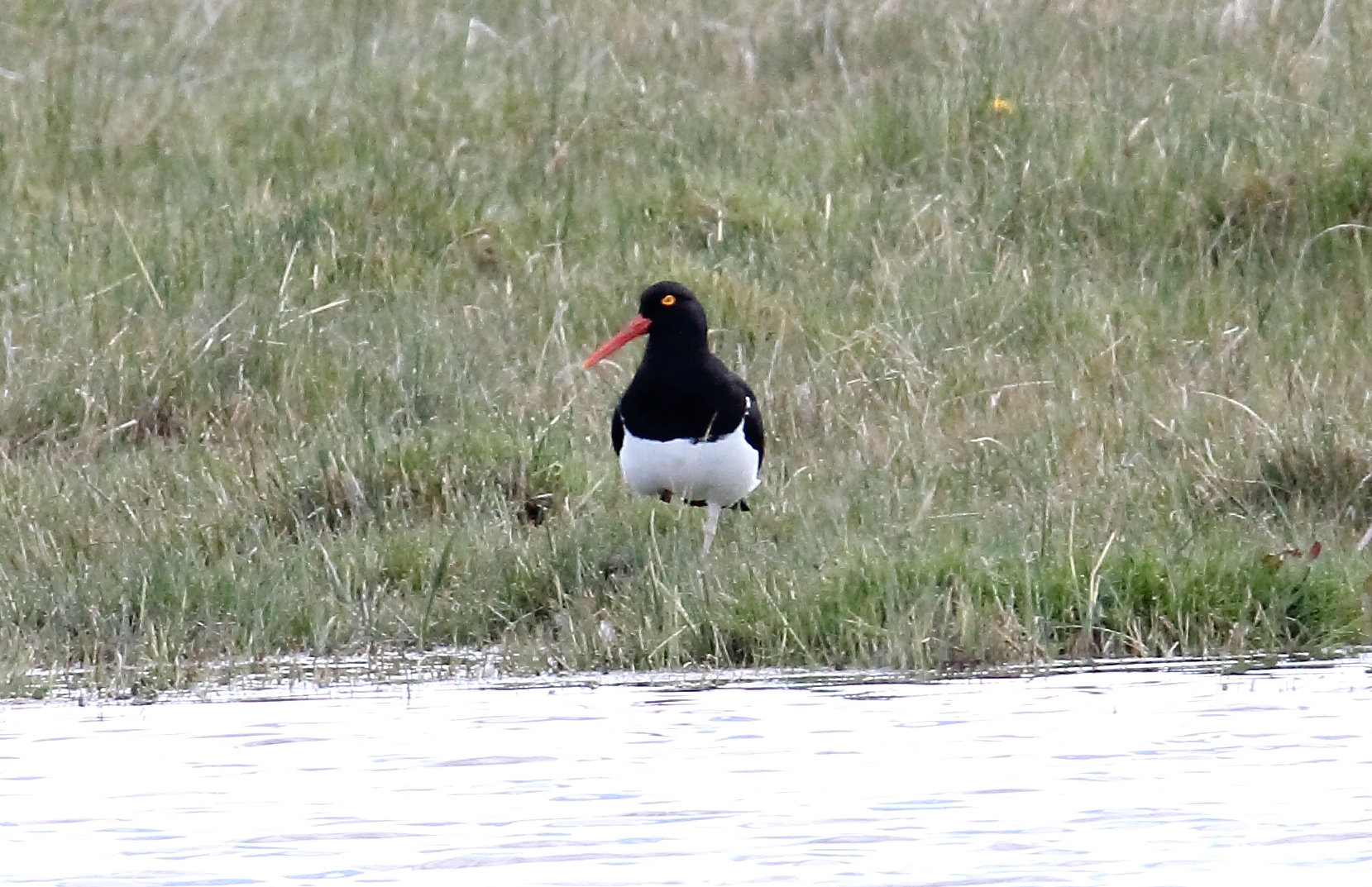
Imagen de ave Pilpilén
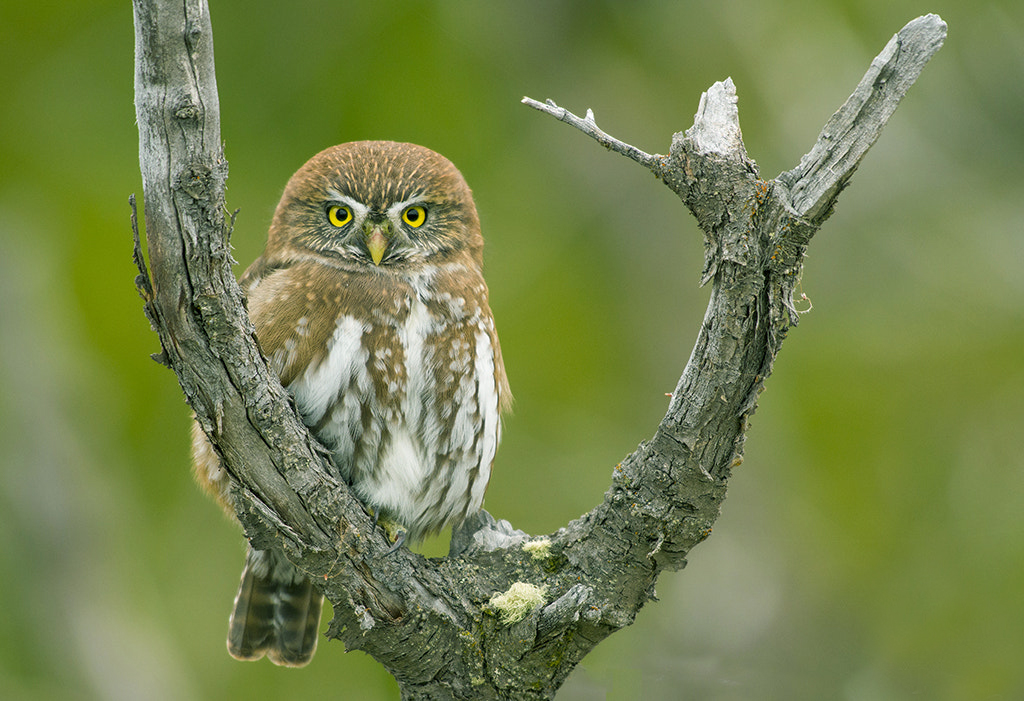
Imagen de ave "Chuncho"

## Efectos positivos de aves en región de los Lagos[2]
Las aves representan un gran beneficio para el mantenimiento y equilibrio de los ecosistemas en general. Estas son agentes dispersores de semillas especialmente de arbustos y árboles, a través de la digestión de las semillas, este tipo de dispersión es llamado ornitocoria, esto ayuda a que nuevos árboles o plantas crezcan en determinadas zonas, se adapten y así enriquecen a los nuevos ecosistemas. También son depredadores naturales esto ayuda por ejemplo al control de insectos que pueden afectar cultivos.
Por otro lado ayudan al turismo local de la zona, este tipo de turismo relacionado con las aves es llamado turismo ornitológico, esta región es una de las más idóneas para el avistamiento de aves o birdwatching, gracias a sus diversas especies de aves tanto endémicas como migratorias.

## Amenazas[6]
En la zona sur de Chile, las principales causas atribuidas históricamente a la pérdida de ecosistemas han sido la deforestación de especies nativas, la agricultura intensiva, el uso de vegetación para leña, el sobrepastoreo, la explotación minera, los incendios forestales, las plantaciones con especies exóticas y la contaminación de aguas. Los humedales se caracterizan por alojar una diversidad biológica única, principalmente aves migratorias y residentes, algunas son endémicas.
Muchas especies ven amenazada su supervivencia, por factores antrópicos o porque de manera natural tienen poblaciones reducidas (Universidad De Chile, 2016). Este efecto es especialmente sensible en ambientes de alto endemismo, y en especies de baja adaptabilidad a especies competitivas o depredadoras eficientes. 